# إدوارد هيوز
إدوارد هيوز (بالإنجليزية: Edward Hughes)‏ هو قسيس أمريكي، ولد في 28 أغسطس 1918، وتوفي في 12 أكتوبر 1980.